# ألبرت لورو (ممثل)
ألبرت لورو (بالفرنسية: Jean-Pierre Jorris)‏ هو ممثل فرنسي، ولد في 21 أكتوبر 1925 بكلامار في فرنسا، وتوفي في 21 فبراير 2017 بباريس في فرنسا.

## وصلات خارجية
- ألبرت لورو على موقع IMDb (الإنجليزية)
- ألبرت لورو على موقع ألو سيني (الفرنسية)
- ألبرت لورو على موقع أول موفي (الإنجليزية)
- ألبرت لورو على موقع قاعدة بيانات الأفلام السويدية (السويدية)
- ألبرت لورو على موقع قاعدة بيانات الفيلم (الإنجليزية)
- ألبرت لورو على موقع كينوبويسك (الروسية)